# أرموند وايت
أرموند وايت (بالإنجليزية: Armond White)‏ هو ناقد موسيقي وناقد سينمائي وصحفي أمريكي، ولد في 1953 في مقاطعة وين في الولايات المتحدة.

## وصلات خارجية
- أرموند وايت على موقع IMDb (الإنجليزية)
- أرموند وايت على موقع روتن توميتوز (الإنجليزية)
- أرموند وايت على موقع قاعدة بيانات الفيلم (الإنجليزية)